# Семевський Михайло Іванович
Семевський Михайло Іванович ([16] січня 1837 с. Федорцево, Псковської губернії — 9 [21] березня 1892 Кронштадт) — російський історик, журналіст, громадський діяч з дворянського роду Семевських. Таємний радник. Брат В. І. Семевського.
Закінчив Костянтинівський кадетський корпус (1855). До 1861 року служив офіцером в лейб-гвардії Павловському полку, в 1857 році вступив репетитором в 1-й кадетський корпус. У 1861—1862 роках викладав в Смольному інституті шляхетних дівчат. Потім служив в Державній канцелярії, по Головному комітету про устрій сільського стану, до самого закриття комітету (1882).
Брав участь у міському самоврядуванні Петербурга. З 1877 року гласний Петербурзької міської думи, а в 1883—1885 роках і товариш міського голови. Особливо багато праці він присвятив міській училищній комісії, членом якої був.
У 1877 році був проведений в дійсного статського радника, в 1882 році — в таємні радники.
Значну роль в російській науці і культурі Семевський зіграв як видавець (з 1870 року до кінця життя) найбільшого історичного журналу «Русская старина», в основному присвяченого XVIII століттю.